# British Academy Film Awards 2002

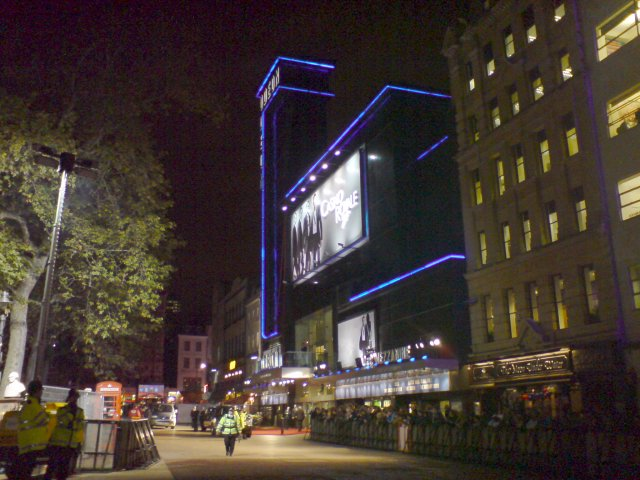
Odeon Leicester Square, der Veranstaltungsort

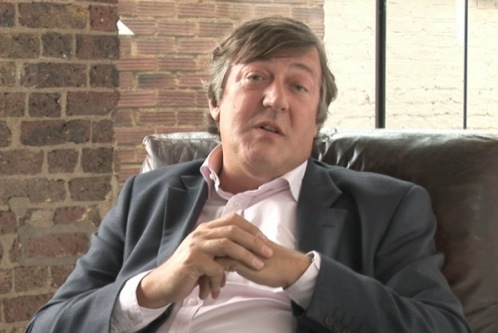
Stephen Fry, der Gastgeber der Veranstaltung

Die 55. Verleihung der British Academy Film Awards fand am 24. Februar 2002 im Odeon Leicester Square in London statt. Die Filmpreise der British Academy of Film and Television Arts (BAFTA) wurden in 21 Kategorien verliehen, hinzu kamen vier Spezial- bzw. Ehrenpreis-Kategorien. Die Verleihung zeichnete Filme des Jahres 2001 aus. Gastgeber der Veranstaltung war der britische Schauspieler und Moderator Stephen Fry, der wie im Vorjahr diese Funktion übernahm.
| Film                                     | N  | A |
| ---------------------------------------- | -- | - |
| Der Herr der Ringe: Die Gefährten        | 12 | 4 |
| Moulin Rouge                             | 12 | 3 |
| Die fabelhafte Welt der Amélie           | 9  | 2 |
| Gosford Park                             | 9  | 2 |
| Harry Potter und der Stein der Weisen    | 7  | 0 |
| Iris                                     | 6  | 1 |
| Shrek – Der tollkühne Held               | 6  | 1 |
| A Beautiful Mind – Genie und Wahnsinn    | 5  | 2 |
| Bridget Jones – Schokolade zum Frühstück | 4  | 0 |
| Black Hawk Down                          | 3  | 0 |
| In the Bedroom                           | 2  | 0 |
| Mulholland Drive – Straße der Finsternis | 2  | 1 |
| Planet der Affen                         | 2  | 0 |
| Schiffsmeldungen                         | 2  | 0 |
| The Others                               | 2  | 0 |

## Preisträger und Nominierungen
Mit je zwölf Nominierungen waren Der Herr der Ringe: Die Gefährten und Moulin Rouge die großen Favoriten des Abends. Beide erhielten mit vier bzw. drei Auszeichnungen auch die jeweils meisten Preise des Abends. Großer Verlierer wurde die erste Harry-Potter-Verfilmung Harry Potter und der Stein der Weisen, die bei sieben Nominierungen leer ausging.

### Bester Film
Der Herr der Ringe: Die Gefährten (The Lord of the Rings: The Fellowship of the Ring) – Peter Jackson, Barrie M. Osborne, Fran Walsh, Tim Sanders
A Beautiful Mind – Genie und Wahnsinn (A Beautiful Mind) – Brian Grazer, Ron Howard
Die fabelhafte Welt der Amélie (Le fabuleux destin d’Amélie Poulain) – Claudie Ossard
Moulin Rouge (Moulin Rouge!) – Martin Brown, Baz Luhrmann, Fred Baron
Shrek – Der tollkühne Held (Shrek) – Aron Warner, John H. Williams, Jeffrey Katzenberg

### Bester britischer Film
Gosford Park – Robert Altman, Bob Balaban, David Levy
Bridget Jones – Schokolade zum Frühstück (Bridget Jones’s Diary) – Tim Bevan, Eric Fellner, Jonathan Cavendish, Sharon Maguire
Harry Potter und der Stein der Weisen (Harry Potter and the Philosopher’s Stone) – David Heyman, Chris Columbus
Iris – Robert Fox, Scott Rudin, Richard Eyre
Meine beste Freundin (Me Without You) – Finola Dwyer, Sandra Goldbacher

### Beste Regie
Peter Jackson – Der Herr der Ringe – Die Gefährten (The Lord of the Rings: The Fellowship of the Ring)
Robert Altman – Gosford Park
Ron Howard – A Beautiful Mind – Genie und Wahnsinn (A Beautiful Mind)
Jean-Pierre Jeunet – Die fabelhafte Welt der Amélie (Le fabuleux destin d’Amélie Poulain)
Baz Luhrmann – Moulin Rouge (Moulin Rouge!)

### Bester Hauptdarsteller
Russell Crowe – A Beautiful Mind – Genie und Wahnsinn (A Beautiful Mind)
Jim Broadbent – Iris
Ian McKellen – Der Herr der Ringe: Die Rückkehr des Königs (The Lord of the Rings: The Fellowship of the Ring)
Kevin Spacey – Schiffsmeldungen (The Shipping News)
Tom Wilkinson – In the Bedroom

### Beste Hauptdarstellerin
Judi Dench – Iris
Nicole Kidman – The Others
Sissy Spacek – In the Bedroom
Audrey Tautou – Die fabelhafte Welt der Amélie (Le fabuleux destin d’Amélie Poulain)
Renée Zellweger – Bridget Jones – Schokolade zum Frühstück (Bridget Jones’s Diary)

### Bester Nebendarsteller
Jim Broadbent – Moulin Rouge (Moulin Rouge!)
Hugh Bonneville – Iris
Robbie Coltrane – Harry Potter und der Stein der Weisen (Harry Potter and the Philosopher’s Stone)
Colin Firth – Bridget Jones – Schokolade zum Frühstück (Bridget Jones’s Diary)
Eddie Murphy – Shrek – Der tollkühne Held (Shrek)

### Beste Nebendarstellerin
Jennifer Connelly – A Beautiful Mind – Genie und Wahnsinn (A Beautiful Mind)
Judi Dench – Schiffsmeldungen (The Shipping News)
Helen Mirren – Gosford Park
Maggie Smith – Gosford Park
Kate Winslet – Iris

### Bestes adaptiertes Drehbuch
Ted Elliott, Terry Rossio, Roger S.H. Schulman, Joe Stillman – Shrek – Der tollkühne Held (Shrek)
Philippa Boyens, Peter Jackson, Fran Walsh – Der Herr der Ringe: Die Gefährten (The Lord of the Rings: The Fellowship of the Ring)
Richard Curtis, Andrew Davies, Helen Fielding – Bridget Jones – Schokolade zum Frühstück (Bridget Jones’s Diary)
Richard Eyre, Charles Wood – Iris
Akiva Goldsman – A Beautiful Mind – Genie und Wahnsinn (A Beautiful Mind)

### Bestes Original-Drehbuch
Jean-Pierre Jeunet, Guillaume Laurant – Die fabelhafte Welt der Amélie (Le fabuleux destin d’Amélie Poulain)
Alejandro Amenábar – The Others
Wes Anderson, Owen Wilson – Die Royal Tenenbaums (The Royal Tennebaums)
Julian Fellowes – Gosford Park
Baz Luhrmann, Craig Pearce – Moulin Rouge (Moulin Rouge!)

### Beste Kamera
Roger Deakins – The Man Who Wasn’t There
Bruno Delbonnel – Die fabelhafte Welt der Amélie (Le fabuleux destin d’Amélie Poulain)
Sławomir Idziak – Black Hawk Down
Andrew Lesnie – Der Herr der Ringe: Die Gefährten (The Lord of the Rings: The Fellowship of the Ring)
Donald M. McAlpine – Moulin Rouge (Moulin Rouge!)

### Bestes Szenenbild
Aline Bonetto – Die fabelhafte Welt der Amélie (Le fabuleux destin d'Amélie Poulain)
Stephen Altman – Gosford Park
Stuart Craig – Harry Potter und der Stein der Weisen (Harry Potter and the Philosopher’s Stone)
Grant Major – Der Herr der Ringe: Die Gefährten (The Lord of the Rings: The Fellowship of the Ring)
Catherine Martin – Moulin Rouge (Moulin Rouge!)

### Beste Kostüme
Jenny Beavan – Gosford Park
Colleen Atwood – Planet der Affen (Planet of the Apes)
Ngila Dickson – Der Herr der Ringe: Die Gefährten (The Lord of the Rings: The Fellowship of the Ring)
Judianna Makovsky – Harry Potter und der Stein der Weisen (Harry Potter and the Philosopher’s Stone)
Catherine Martin and Angus Strathie – Moulin Rouge (Moulin Rouge!)

### Beste Maske
Peter Swords King, Peter Owen, Richard Taylor – Der Herr der Ringe: Die Gefährten (The Lord of the Rings: The Fellowship of the Ring)
Jan Archibald, Sallie Jaye – Gosford Park
Rick Baker, Toni G, Kazuhiro Tsuji – Planet der Affen (Planet of the Apes)
Nick Dudman, Eithne Fennel, Amanda Knight – Harry Potter und der Stein der Weisen (Harry Potter and the Philosopher’s Stone)
Aldo Signoretti, Maurizio Silvi – Moulin Rouge (Moulin Rouge!)

### Beste Filmmusik
Craig Armstrong, Marius de Vries – Moulin Rouge (Moulin Rouge!)
Angelo Badalamenti – Mulholland Drive – Straße der Finsternis (Mulholland Dr.)
Harry Gregson-Williams, John Powell – Shrek – Der tollkühne Held (Shrek)
Howard Shore – Der Herr der Ringe – Die Gefährten (The Lord of the Rings: The Fellowship of the Ring)
Yann Tiersen – Die fabelhafte Welt der Amélie (Le fabuleux destin d’Amélie Poulain)

### Bester Schnitt
Mary Sweeney – Mulholland Drive – Straße der Finsternis (Mulholland Dr.)
Jill Bilcock – Moulin Rouge (Moulin Rouge!)
John Gilbert – Der Herr der Ringe: Die Gefährten (The Lord of the Rings: The Fellowship of the Ring)
Pietro Scalia – Black Hawk Down
Hervé Schneid – Die fabelhafte Welt der Amélie (Le fabuleux destin d’Amélie Poulain)

### Bester Ton
Anna Behlmer, Antony Gray, Andy Nelson, Roger Savage, Guntis Sics, Gareth Vanderhope – Moulin Rouge (Moulin Rouge!)
Karen M. Baker, Per Hallberg, Michael Minkler, Chris Munro, Myron Nettinga – Black Hawk Down
Anna Behlmer, Lon Bender, Andy Nelson, Wylie Stateman – Shrek – Der tollkühne Held (Shrek)
Christopher Boyes, Gethin Creagh, David Farmer, Mike Hopkins, Hammond Peek, Michael Semanick, Ethan Van der Ryn – Der Herr der Ringe: Die Gefährten (The Lord of the Rings: The Fellowship of the Ring)
Adam Daniel, Graham Daniel, Eddy Joseph, Ray Merrin, John Midgley – Harry Potter und der Stein der Weisen (Harry Potter and the Philosopher’s Stone)

### Beste visuelle Effekte
Randall William Cook, Alex Funke, Mark Stetson, Jim Rygiel, Richard Taylor – Der Herr der Ringe: Die Gefährten (The Lord of the Rings: The Fellowship of the Ring)
Jim Berney, Nick Davis, Roger Guyett, Robert Legato, John Richardson – Harry Potter und der Stein der Weisen (Hatty Potter and the Philosopher’s Stone)
Ken Bielenberg – Shrek – Der tollkühne Held (Shrek)
Andy Brown, Brian Cox, Chris Godfrey, Nathan McGuinness – Moulin Rouge (Moulin Rouge!)
Scott Farrar, Dennis Muren, Michael Lantieri – A.I. – Künstliche Intelligenz (A.I. – Artificial Intelligence)

### Beste Nachwuchsleistung
Joel Hopkins, Nicola Usborne – Jump Tomorrow – Spring morgen (Jump Tomorrow)
Steve Coogan, Henry Normal – Das B-Team: Beschränkt und auf Bewährung (The Parole Officer)
Julian Fellowes – Gosford Park
Ruth Kenley-Letts – Strictly Sinatra
Jack Lothian – Late Night Shopping
Richard Parry – South West 9

### Bester animierter Kurzfilm
Dog – Suzie Templeton
Camouflage – Jonathan Bairstow, Jonathan Hodgson
Home Road Movies – Dick Arnall, Robert Bradbrook, Ian Sellar
The World of Interiors – Chris Shepherd, Bunny Schendler
Tuesday – Geoff Dunbar, Judith Roberts

### Bester Kurzfilm
About a Girl – Janey De Nordwall, Brian Percival, Julie Rutterford
Inferno – Teun Hilte, Paul Kousoulides, Sharat Sardana
The Red Peppers – Dominic Santana, Lee Santana
Skin Deep – Yousaf Ali Khan, Andy Porter
Tattoo – Arabella Page Croft, Jemma Field, Sara Putt, Jules Williamson

### Bester nicht-englischsprachiger Film
Amores Perros, Mexiko – Alejandro González Iñárritu
Die fabelhafte Welt der Amélie (Le fabuleux destin d’Amélie Poulain), Frankreich/Deutschland – Jean-Pierre Jeunet, Claudie Ossard
Die Klavierspielerin (La Pianiste), Österreich/Frankreich/Deutschland – Michael Haneke, Veit Heiduschka
Hinter der Sonne (Abril Despedaçado), Brasilien/Frankreich/Schweiz – Arthur Cohn, Walter Salles
Monsoon Wedding, Indien – Caroline Baron, Mira Nair

## Spezial- und Ehrenpreise

### Academy Fellowship
- Warren Beatty – US-amerikanischer Filmproduzent, Schauspieler, Autor und Regisseur
- Merchant Ivory Productions – britische Filmproduktionsfirma, gegründet von James Ivory und Ismail Merchant
- Andrew Davies – britischer Drehbuchautor
- John Mills – britischer Schauspieler

### Herausragender britischer Beitrag zum Kino (Michael Balcon Award)
(Outstanding British Contribution to Cinema)
- Vic Armstrong – britischer Stuntman (Arabeske, Ryans Tochter)

### Special Award
- Spike Lee – US-amerikanischer Filmregisseur, Drehbuchautor und Produzent
- Eon Productions – 40-jähriges Jubiläum der Bond-Filme
- National Film Theatre (NFT) – 50-jähriges Jubiläum

### Publikumspreis(Orange Film of the Year)
- Der Herr der Ringe: Die Gefährten (The Lord of the Rings: The Fellowship of the Ring)